# کیساجیک‌لی (فکه)
کیساجیک‌لی (به ترکی استانبولی: Kısacıklı) یک منطقهٔ مسکونی در ترکیه است که در فکه، ترکیه واقع شده‌است.